# Amanda Seyfried
Amanda Michelle Seyfried, född 3 december 1985 i Allentown i Pennsylvania, är en amerikansk skådespelare, modell och sångerska. Hon har medverkat i filmer som Mean Girls, Mamma Mia!, Dear John, Red Riding Hood, In Time, Les Misérables och Ted 2. Hon har även haft roller i TV-serier som Veronica Mars, Big Love och Twin Peaks, The Dropout 2022.

## Karriär
Som tonåring kunde Amanda Seyfried ses på omslaget till tre av Francine Pascals böcker. Hon inledde sin karriär som skådespelare med roller i såpoperor. År 2000 var hon den första att spela rollen som Lucy Montgomery i As The World Turns. 2002–2003 spelade hon rollen som Joni Stafford i All My Children.
Seyfrieds genombrott kom 2004 i rollen som den korkade Karen Smith i filmen Mean Girls med Lindsay Lohan, Rachel McAdams och Lacey Chabert i de övriga huvudrollerna. Filmen drog in över 86 miljoner dollar i USA.
Under den första säsongen av TV-serien Veronica Mars (2004) spelade Seyfried rollen som den mördade rikemansdottern Lilly Kane. I likhet med den mördade Laura Palmer i TV-serien Twin Peaks dök hon enbart upp i diverse drömmar och tillbakablickar. Hon gjorde även ett par sporadiska framträdanden under den andra säsongen. Seyfried var en av aspiranterna till rollen som Veronica Mars, som dock kom att spelas av Kristen Bell.
Sedan dess har hon medverkat i ett antal större filmer, i urval Mamma Mia (2008), Dear John (2010), Red Riding Hood (2011), In Time (2011), Les Misérables (2012) och Ted 2 (2015).
År 2013 spelade Seyfried huvudrollen i dramafilmen Lovelace, som handlar om 1970-talets porrstjärna Linda Lovelace.
Seyfried har också haft ett antal mindre roller i exempelvis Law & Order: Special Victims Unit, House, CSI: Crime Scene Investigation, Justice och American Dad!. Hon medverkade därutöver i 2017 års upplaga av TV-serien Twin Peaks.
Från 2004 var Amanda Seyfried inskriven vid Fordham University i New York, men har inte avlagt någon examen.

## Privatliv
I mars 2017 gifte sig Seyfried med skådespelaren Thomas Sadoski. Paret har två barn tillsammans, dottern Nina (född 2017) och sonen Thomas (född 2020).
Familjen bor i New York-området: Seyfried har en ägarlägenhet på översta våningen i The Apthorp på Upper West Side på Manhattan. Dessutom äger hon ett "Farmer House" i Catskillbergen i Ulster County, där hon mestadels finner ro med familjen utanför arbetsperioderna.

## Priser och nomineringar
- 2005 - Nominerad till 15th Gotham Awards för priset Best Ensemble Cast för rollen i filmen Nine Lives (2005), delad med Kathy Baker, Amy Brenneman, Elpidia Carrillo, Glenn Close, Stephen Dillane, Dakota Fanning, William Fichtner, Lisa Gay Hamilton, Holly Hunter, Jason Isaacs, Joe Mantegna, Ian McShane, Molly Parker, Mary Kay Place, Sydney Tamiia Poitier, Aidan Quinn, Miguel Sandoval, Sissy Spacek och Robin Wright Penn.
- 2005 - Vann Bronze Leopard för Best Actress på Locarno International Film Festival för rollen i filmen Nine Lives (2005), delad med Kathy Baker, Amy Brenneman, Elpidia Carrillo, Glenn Close, Dakota Fanning, Lisa Gay Hamilton, Holly Hunter, Molly Parker, Mary Kay Place, Sydney Tamiia Poitier, Sissy Spacek, Rebecca Tilney och Robin Wright Penn.
- 2005 - Vann pris på MTV Movie Award för Best On-Screen Team för rollen i Mean Girls (2004), priset delades med Lindsay Lohan, Rachel McAdams och Lacey Chabert.

## Filmografi (i urval)
| År        | Titel                             | Roll                    | Film eller TV-serie          |
| --------- | --------------------------------- | ----------------------- | ---------------------------- |
| 2000–2001 | As the World Turns                | Lucy Montgomery         | TV-serie – CBS               |
| 2002      | All My Children                   | Joni Stafford           | TV-serie – ABC               |
| 2004      | Mean Girls                        | Karen Smith             | Film                         |
| 2004      | Veronica Mars                     | Lilly Kane              | TV-serie – The CW, 2004–2006 |
| 2004      | Law & Order: Special Victims Unit | Tandi McCain            | TV-serie – NBC, 1 avsnitt    |
| 2005      | American Gun                      | Mouse                   | Film                         |
| 2005      | Nine Lives                        | Samantha                | Film                         |
| 2005      | "Detox", House                    | Pam                     | TV-serie                     |
| 2006      | Justice                           | Ann Diggs               | TV-serie – FOX, 1 avsnitt    |
| 2006      | Wildfire                          | Rebecca                 | TV                           |
| 2006      | Big Love                          | Sarah Henrickson        | TV-serie – HBO, 2006–2011    |
| 2006      | Gypsies, Tramps & Thieves         | Chrissy                 | Film                         |
| 2007      | Solstice                          | Zoe                     | Film                         |
| 2007      | Alpha Dog                         | Julie Beckley           | Film                         |
| 2008      | Mamma Mia!                        | Sophie Sheridan         | Film                         |
| 2008      | Boogie Woogie                     | Paige Prideaux          | Film                         |
| 2009      | Jennifer's Body                   | Needy Lesnicky          | Film                         |
| 2009      | Chloe                             | Chloe                   | Film                         |
| 2010      | Dear John                         | Savannah Lynn Curtis    | Film                         |
| 2010      | Letters to Juliet                 | Sophie                  | Film                         |
| 2011      | In Time                           | Sylvia Weis             | Film                         |
| 2011      | Red Riding Hood                   | Valerie                 | Film                         |
| 2012      | Les Misérables                    | Cosette                 | Film                         |
| 2012      | Gone                              | Jillian "Jill" Conway   | Film                         |
| 2013      | The Big Wedding                   | Missy O'Connor          | Film                         |
| 2013      | Lovelace                          | Linda Lovelace          | Film                         |
| 2014      | A Million Ways to Die in the West | Louise                  | Film                         |
| 2014      | While We're Young                 | Darby                   | Film                         |
| 2015      | Ted 2                             | Samantha Leslie Jackson | Film                         |
| 2015      | Pan                               | Mary                    | Film                         |
| 2015      | Love the Coopers                  | Ruby                    | Film                         |
| 2015      | Fathers & Daughters               | Katie                   | Film                         |
| 2018      | Mamma Mia! Here We Go Again       | Sophie Sheridan         | Film                         |
| 2020      | Mank                              | Marion Davies           | Film                         |
| 2021      | A Mouthful of Air                 | Julie Davis             | Film                         |
| 2022      | The Dropout                       | Elizabeth Holmes        | TV-serie                     |
| 2023      | Seven Veils                       | Jeanine                 | Film                         |
| 2025      | Long Bright River                 | Mickey                  | TV-serie                     |
| 2025      | The Testament of Ann Lee          | Ann Lee                 | Film (premiär september)     |